# Gladys Horton
Gladys Catherine Horton, née le 30 mai 1945 à Gainesville, Floride, et décédé le 26 janvier 2011 à Sherman Oaks, Californie, est une chanteuse américaine.

## Biographie
Elle est fondatrice du groupe féminin The Marvelettes.
À quinze ans, en 1961, Horton chante pour la première fois au sein de son groupe, pour la chanson Please Mr. Postman. La chanson arrive en première place du Billboard Hot 100, une première pour le label Motown Records. Le groupe est composé de camarades de lycées de Horton.
Ses autres chansons incluent Playboy (1962), Beechwood 4-5789 (1962), et Too Many Fish in the Sea (1964), mais le groupe refuse d'enregistrer Where Did Our Love Go? (1964). Cette chanson, finalement interprétée par le groupe féminin The Supremes, à l'époque dans une situation difficile, devient une réussite.
En 1965, Horton est remplacée par Wanda Young et devient choriste, puis elle prend sa retraite en 1967 pour fonder une famille.
Horton reprend sa carrière en solo, sous le nom Gladys Horton des Marvelettes, avec deux choristes plus jeunes, et se représente jusqu'en 2009.
Elle meurt le 26 janvier 2011 à Sherman Oaks.